# 黄泥镇
黄泥镇，是中华人民共和国安徽省安庆市潜山市下辖的一个乡镇级行政单位。

## 行政区划
黄泥镇下辖以下地区：
街道社区、文昌村、傅祠村、胜利村、金湖村、龙坦村和前进村。